# Josef Seemann
Josef Seemann (* 3. Februar 1928; † 26. Mai 2018) war ein deutscher Fußballspieler.

## Karriere
Seemann gehörte mit 22 Jahren dem FC Bayern München an, für den er ab der Saison 1950/51 erstmals in der Oberliga Süd, der seinerzeit höchsten deutschen Spielklasse, zum Einsatz kam. Mit 15 Toren in 27 von 34 Punktspielen erzielte er eine beachtliche Quote und war Bayerns bester Torschütze. So auch in der Folgesaison mit 12 Toren in 20 von 30 Oberligaspielen – vor Helmut Bauer mit elf Toren, der sieben Spiele mehr bestritt. Sein Debüt für die Bayern verlief mit dem 4:1-Sieg im Auswärtsspiel gegen den BC Augsburg am 20. August 1950 (1. Spieltag) und seinem ersten Tor, dem Treffer zum 2:0 in der 41. Minute, erfolgreich. In seiner letzten Saison für die Bayern war er mit zehn Toren in 22 von 30 Punktspielen zweiterfolgreichster Torschütze; nur Heinz Lettl war in 21 Punktspielen um zwei Tore erfolgreicher. In drei Spielzeiten bestritt er insgesamt 69 Oberligaspiele, in denen er 37 Tore erzielte.
Zur Saison 1953/54 wechselte er in die Oberliga West zu Preußen Münster. Für den Verein absolvierte er zwei Spielzeiten, die er mit der Mannschaft als Vierter und in der Folgesaison als Neunter abschloss. Zur Saison 1955/56 wechselte er zum Ligakonkurrenten und amtierenden Deutschen Meister Rot-Weiss Essen. Für die Essener bestritt er neben den Meisterschaftsspielen auch ein Spiel auf internationaler Vereinsebene. Im Rückspiel der
1. Runde um den neu geschaffenen Europapokal-der-Landesmeister-Wettbewerb kam er am 12. Oktober 1955 beim 1:1-Unentschieden gegen den schottischen Vertreter Hibernian Edinburgh über 90 Minuten zum Einsatz. Da das Hinspiel am 8. September 1955 im Stadion an der Hafenstraße mit 0:4 verloren wurde, schied er mit der Mannschaft, die den DFB als erste in diesem Wettbewerb vertrat, aus diesem aus.